# 倫維爾縣 (明尼蘇達州)
倫維爾縣（英語：Renville County）是美國明尼蘇達州的一個縣，南界明尼蘇達河。面積2,557平方公里。根據美國2000年人口普查，共有人口17,154人。縣治奧利維亞（Olivia）。
成立於1855年2月20日，縣名紀念傳譯員、拓荒者約瑟·倫維爾（Joseph Renville）。